# پیشنهاد برابری نژادی

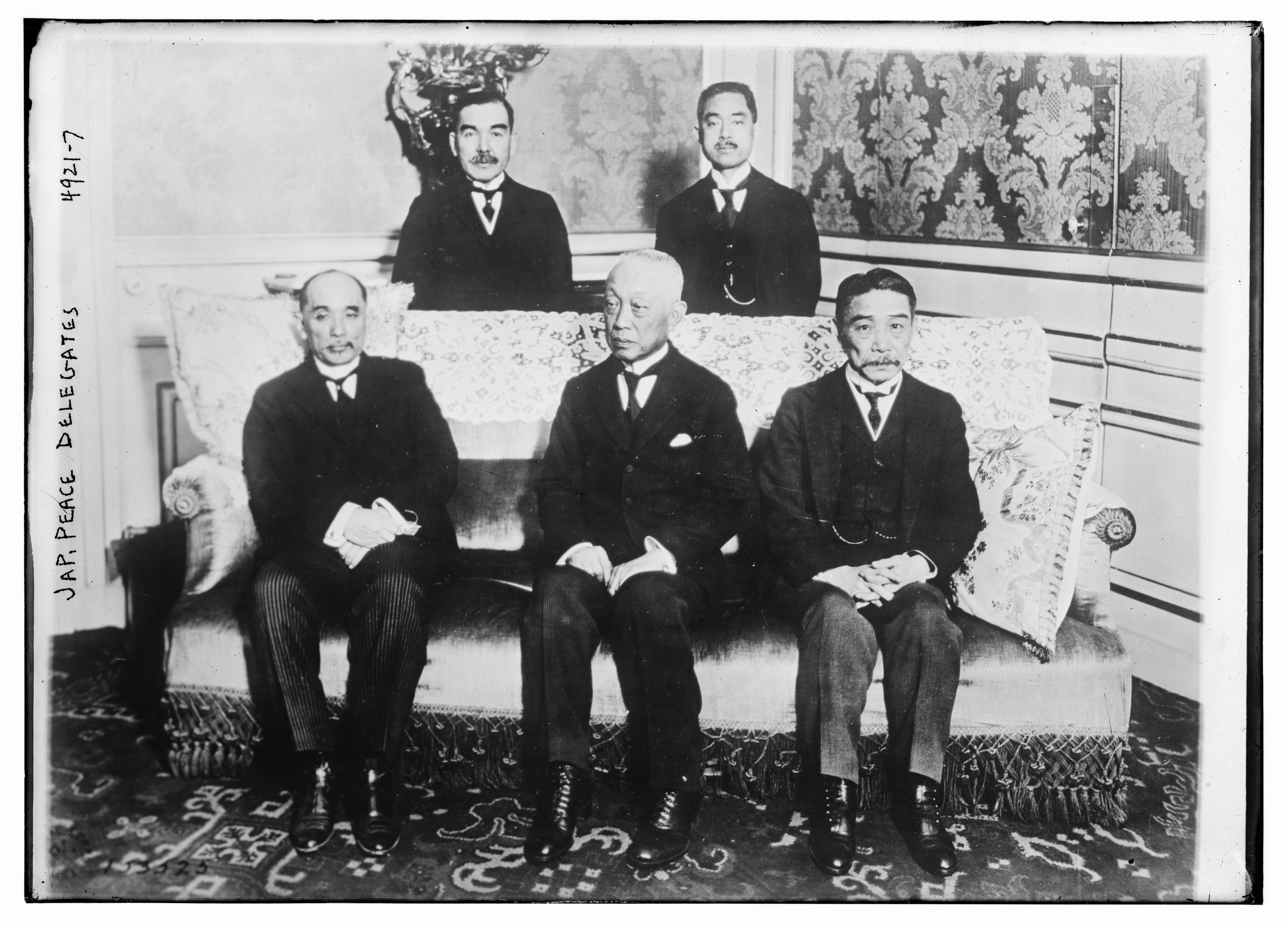
هیئت ژاپنی در کنفرانس، (نشسته از چپ به راست) وزیر امور خارجه پیشین، بارون ماکینو نوبوآکی، نخست‌وزیر سابق سای‌اونجی کینموچی، و سفیر ژاپن در بریتانیا چیندا سوته‌می

پیشنهاد برابری نژادی (به ژاپنی: 人種的差別撤廃提案,: Jinshutekisabetsu teppai teian) پیشنهاد لغو تبعیض نژادی اصلاحیه‌ای در پیمان ورسای بود که به‌طور نهایی در کنفرانس صلح پاریس در ۱۱ آوریل سال ۱۹۱۹ مورد بررسی قرار گرفت. این پیشنهاد امپراتوری ژاپن بود، ژاپن با این پیشنهاد هرگز قصد نداشت پیامدهای جهانی ایجاد کند، اما به هر حال این پیشنهاد باعث بحث و جدال شد.
این پیشنهاد به دلیل مخالفت استرالیا و ایالات متحده آمریکا، گرچه به‌طور گسترده مورد حمایت قرار گرفت، اما به بخشی از معاهده تبدیل نشد. وودرو ویلسون، رئیس‌جمهور وقت ایالات متحده، با این پیشنهاد مخالف بود و گفت که این پیشنهاد بدون رضایت یکپارچه به تصویب نمی‌رسد زیرا موضوع مهمی است. رد آن به یکی از دلایل بیگانگی ژاپن با سایر قدرت بزرگ جهانی تبدیل شد و به افزایش ملی‌گرایی و نظامی‌گری در داخل کشور ژاپن کمک کرد که در نهایت منجر به رویارویی با ژاپن متفقین در طی جنگ جهانی دوم شد.
اصل برابری نژادی پس از جنگ مورد بازنگری قرار گرفت و در منشور ملل متحد در سال ۱۹۴۵ به عنوان یک اصل اساسی عدالت بین‌المللی گنجانیده شد. با این حال، چندین کشور، از جمله قدرت‌های بزرگ، به حفظ قوانین و سیاست‌های نژادی تحریم شده رسمی برای دهه‌ها ادامه دادند.

## پیشنهاد

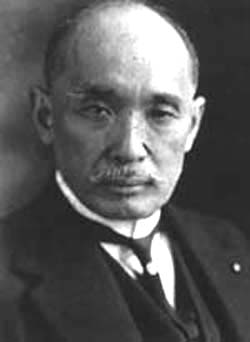
بارون ماکینو نوبوآکی

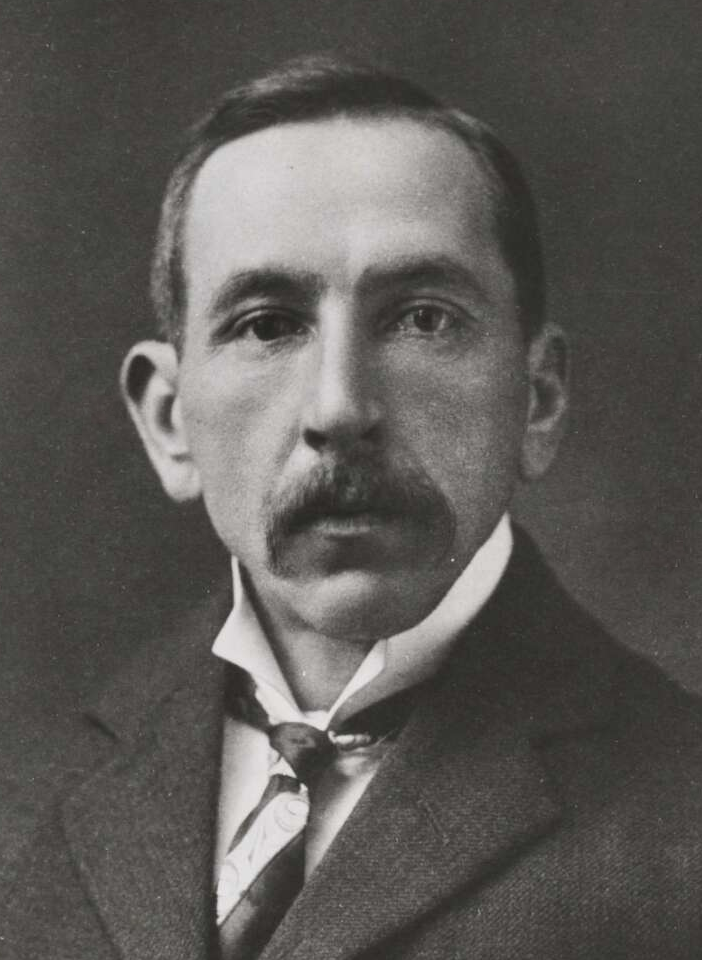
نخست‌وزیر استرالیا بیلی هیوز

سناتور فرانسوی لئون بورژوآ

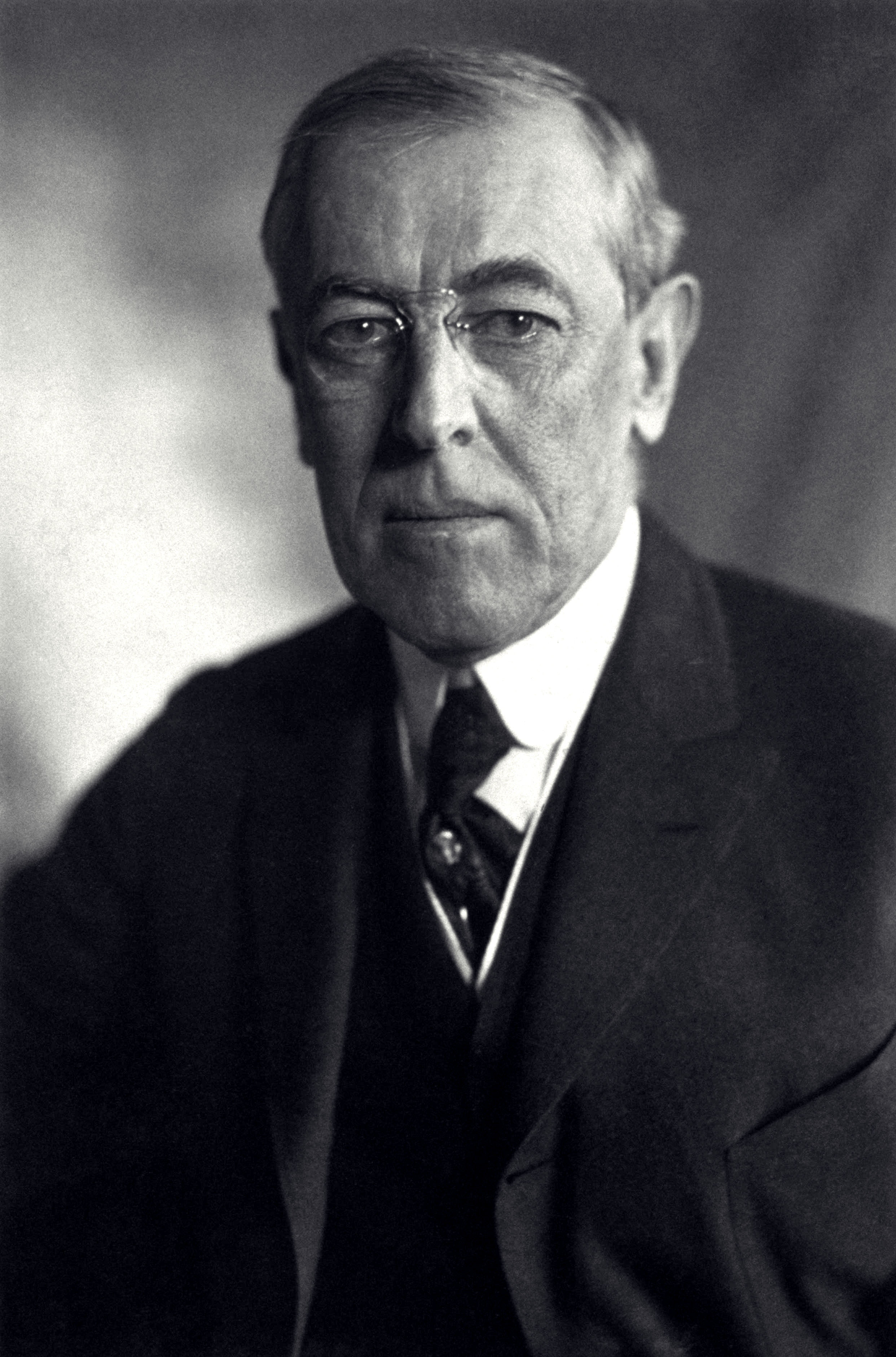
رئیس‌جمهور ایالات متحده آمریکا وودرو ویلسون

پس از پایان ساکوکو انزوا در دهه ۱۸۵۰، ژاپن معاهدات نابرابر اصطلاحاً قراردادهای آنسی را امضا کرد، اما خیلی زود خواستار تساوی وضعیت برابر با قدرت‌های غربی شد. هنوز مشخص نیست که چه کسی اولین پیشنهاد برای رفع تبعیض نژادی در دولت ژاپن را ارائه داده‌است. یکی از دلایل این امر محرومیت مهاجرت مردمان ژاپنی در آن زمان به ایالات متحده (قانون مهاجرت ۱۹۱۷) و کانادا (اتحادیه اخراج آسیایی‌ها) بود. کیجورو شیده‌هارا، معاون وزیر امور خارجه ژاپن، سعی داشت با پیشنهاد رفع تبعیض نژادی فرصتی برای حل مسئله مهاجرت ژاپنی‌ها ایجاد کند. علاوه بر این ایتو میوجی به نمایندگی از کمیته تحقیقات دیپلماتیک این احتمال را مطرح کرد که کشورهای دارای نژاد آنگلوساکسون، که اکثریت را در جامعه ملل به خود اختصاص خواهند داد، بیشتر از تعصب نژادی برای جلوگیری از "توسعه امپراتوری ژاپن" به این اصلاحیه واکنش نشان دهند. در جلسه کمیته تحقیقات دیپلماتیک در ۱۳ نوامبر ۱۹۱۸ (تایشو ۷)، وزیر امور خارجه اوچیدا کوسای پیش نویس نظر وزارت امور خارجه در مورد کنفرانس صلح را اعلام کرد، اما در مورد موضوع جامعه ملل که پس از صلح قرار بود تأسیس شود، "حذف تعصب نژادی " را شرط کشورهای شرکت کننده قرار داد. این پیش نویس نظر به‌طور کلی توسط کمیته تحقیقات دیپلماتیک تصویب شد و به یک سیاست رسمی هیئت تام‌الاختیار ژاپنی در کنفرانس صلح تبدیل شد."

## جلسه نخست
اولین پیش نویس در ۱۳ فوریه به عنوان اصلاحیه ماده ۲۱ به کمیسیون جامعه ملل ارائه شد. ماکینو پس از مفاد آزادی مذهب در ماده ۲۱ میثاق اتحادیه اظهار داشت:
برابری ملت‌ها به عنوان یک اصل اساسی در جامعه ملل، طرفین متعاهد عالی توافق می‌کنند که در اسرع وقت با کلیه اتباع بیگانه کشورها، اعضای اتحادیه، از هر نظر برخورد برابر و عادلانه داشته باشند و چه در قانون یا در واقع، به دلیل نژاد یا ملیت آنها هیچ تفاوتی نداشته باشد.
در یک سخنرانی، دیپلمات ژاپنی ماکینو نوبوآکی اظهار داشت که در طول جنگ مردان از نژادهای مختلف با هم در طرف متفقین جنگ جهانی اول جنگیدند و منجر به این شده‌است که بگوید: «پیوند مشترک همدردی و قدرشناسی تا حدی به وجود آمده‌است که قبلاً سابقه نداشته‌است.» ماکینو استدلال کرد که کینه‌های نژادی و مذهبی علت جنگ است و این پیشنهاد برای تحقق صلح دائمی ضروری است. وی همچنین گفت که این پیشنهاد بلافاصله سیاست‌های تبعیض نژادی را در هر کشور لغو نمی‌کند، اما عملکرد آن در دست سیاستمداران ایالتی خواهد بود. هیئت ژاپنی از زمان تصویب این پیشنهاد، متوجه پیامدهای کامل آن نشده بود و جنبه‌هایی از هنجارهای تعیین شده سیستم بین‌المللی تحت سلطه غرب را که شامل استعمار بر افراد غیر سفیدپوست بود، به چالش می‌کشید. قصد ژاپنی‌ها تأمین برابری اتباع خود و برابری اعضای اتحادیه ملل بود، اما یک معنای جهانی و مفاهیم پیشنهادی به آن گره خورد، که باعث بحث و جدال در کنفرانس شد.
پس از سخنرانی ماکینو نوبوآکی، لرد رابرت سیسیل اظهار داشت که پیشنهاد ژاپنی بسیار بحث‌برانگیز است و وی اظهار داشت که شاید موضوع به قدری بحث‌برانگیز باشد که اصلاً نباید در مورد آن بحث شود. نخست‌وزیر یونان الفتریوس ونی زلوس همچنین پیشنهاد کرد که یک ماده ممنوعیت تبعیض مذهبی نیز باید حذف شود زیرا این نیز یک موضوع بسیار بحث‌برانگیز بود. این منجر به اعتراض یک دیپلمات پرتغالی شد، وی اظهار داشت که کشورش قبلاً پیمانی را امضا نکرده‌است که نام خدا را ذکر نکند، که باعث شد رابرت سیسیل این بار اظهار نظر کند، همه آنها فقط باید فرصتی را برای جلوگیری از خشم خداوند متعال و ذکر نکردن او پیدا کنند.
هیئت ملی بلژیک با متن پیشنهادی ژاپن مخالفت کرد و نمایندگان برزیل، رومانی و چکسلواکی اظهاراتی کردند که ادعای ژاپن را درک کرده‌اند و نماینده جمهوری چین نیز گفت که منتظر دستورالعمل‌های رسمی کشورش است. پس از این جلسه، در نتیجه بسیاری از نظرات مبنی بر حذف «مقررات مربوط به دین»، خود بند ۲۱ نیز از متن پیمان صلح حذف شد. ماکینو گفت که او پیشنهاد خود را برای رفع تبعیض نژادی در جلسه بعدی ارائه می‌دهد و منتظر فرصت بعدی است.
این بند در حال جلب توجه عمومی بود. تظاهرات در ژاپن خواستار خاتمه «نشان شرم» بود زیرا سیاست‌های جلوگیری از مهاجرت ژاپنی‌ها در ایالات متحده آمریکا، کانادا، استرالیا و نیوزیلند در رسانه‌های ژاپن مورد توجه قرار گرفته بود. در ایالات متحده، این بند بسیار منفی رسانه ای شد، به ویژه در ساحل غربی و جنوب هر چند به دلایل مختلف
هیئت چینی، که با ژاپنی‌ها در مورد مسئله مستعمره سابق آلمان چینگ‌دائو و بقیه امتیازات آلمان در استان شاندونگ دشمنی می‌کرد، گفت که این بند را پشتیبانی می‌کند.  با این حال، یک دیپلمات چینی در آن زمان گفت که مسئله شاندونگ برای دولت وی بسیار مهمتر از بند است. 
نخست‌وزیر استرالیا بیلی هیوز مخالفت خود را روشن و در جلسه ای اعلام کرد که "نود و پنج نفر از یکصد استرالیایی ایده برابری را رد کرده‌اند، هیوز به عنوان غضو یک اتحادیه کارگری وارد سیاست شده بود و مانند اکثر افراد دیگر در طبقه کارگر، به شدت مخالف مهاجرت به استرالیا توسط آسیایی‌ها بود. (جلوگیری از مهاجرت آسیایی‌ها یکی از علل محبوب اتحادیه‌های کارگری در کانادا، ایالات متحده، استرالیا و نیوزیلند در اوایل قرن ۲۰ بود) هیوز معتقد بود که پذیرش این بند به معنای پایان سیاست استرالیای سفید است که در سال ۱۹۰۱ به تصویب رسیده بود و نوشت: «هیچ حکومتی نمی‌تواند در استرالیا یک روز در سیاست استرالیای سفید دستکاری کند.»  نخست‌وزیر نیوزیلند ویلیام مسی نیز در مخالفت با این بند ظاهر شد، هرچند نه به سختی هیوز. 

## جلسه نهایی
پنج قدرت بزرگ شرکت کننده در کنفرانس صلح پاریس عبارت بودند از جمهوری سوم فرانسه، امپراتوری بریتانیا، پادشاهی ایتالیا، امپراتوری ژاپن و ایالات متحده آمریکا که کنفرانس را کنترل می‌کرد.
در ۱۱ آوریل ۱۹۱۹، کمیسیون جلسه نهایی را برگزار کرد.  اصلاحیه ای را پیشنهاد کرد که عبارت «تصویب اصل برابری هر ملت و رفتار عادلانه با هر شخص متعلق به آن» در مقدمه میثاق گنجانده شود.
 رابرت سیسیل نماینده انگلیس برای امپراتوری انگلیس صحبت کرد و مخالفت با این پیشنهاد را مطرح کرد. او گفت: «درج چنین عبارتی کاملاً بی‌معنی است و اگر معنی داشته باشد، باید با آن مخالفت جدی کنیم … این مسئله مربوط به فعالیت‌های پس از جامعه ملل است. باید منتظر بمانیم. این واقعیت است که ژاپن در حال حاضر یکی از پنج قدرت اصلی است، برتری یا فرومایگی در جامعه ملل اهمیتی ندارد.»  نخست‌وزیر ایتالیا، ویتوریو امانوئل اورلاندو به نفع بیانیه حقوق بشر صحبت کرد.  لئون بورژوآ نمایندهٔ سنا (فرانسه) خواستار تصویب آن شد و اظهار داشت که رد این پیشنهاد که «یک اصل انکار ناپذیر عدالت است» غیرممکن است.
این پیشنهاد در همان روز اکثریت آرا را به خود اختصاص داد،  با حضور ۱۱ نماینده از ۱۷ نماینده در تصویب اصلاحیه منشور، رأی مثبت داد و ۵ منفی داد شد:
- امپراتوری ژاپن (۲) موافق
- جمهوری سوم فرانسه (۲) موافق
- پادشاهی ایتالیا (۲) موافق
- جمهوری چین (۱۹۴۹–۱۹۱۲) (۱) موافق
- پادشاهی یونان (۱) موافق
- پادشاهی صربستان (۱) موافق
- چکسلواکی (۱) موافق
- برزیل (۱) موافق

کل: ۱۱ بله
- ایالات متحده آمریکا (۲) - وودرو ویلسون چون ریاست جلسه را برعهده داشت خود در رأی‌گیری شرکت نداشت.
- امپراتوری بریتانیا (۲) - مخالف
- پادشاهی رومانی (۱) - مخالف
- جمهوری اول پرتغال (۱) مخالف
- بلژیک (۲) - غایب [۱۳]

با این حال رئیس‌جمهور آمریکا وودرو ویلسونکه ریاست جلسه را برعهده داشت، اعلام کرد که "این پیشنهاد ناموفق بوده‌است زیرا به اتفاق آرا نبود. ماکینو پاسخ داد: "در مورد موضوع جلسه رأی اکثریت موافق بوده‌است، اما ویلسون گفت: "ما در مورد موضوعات با اهمیتی مانند این مورد به اتفاق آرا رأی نیاز داریم، حداقل بدون هیچ مخالفی." نماینده فرانسه فردیناند لارنود بلافاصله اظهار داشت: «اکثریت به این اصلاحیه رأی داده‌اند.» هیئت ژاپنی خواستار این متن بود که نشان دهد اکثریت واضحی به این اصلاحیه رای داده‌اند.
اگرچه خود این پیشنهاد با موضع برابری بریتانیا برای همه افراد به عنوان اصلی برای حفظ وحدت امپراتوری سازگار بود، اما از سیاست‌های اعلام شده، به ویژه در استرالیا، انحرافات قابل توجهی وجود داشت، زیرا خطر تضعیف سیاست استرالیای سفید وجود داشت، بیلی هیوز (نخست‌وزیر استرالیا) و جوزف کوک به شدت با پیشنهاد در پشت صحنه مخالفت کردند و از طریق هیئت انگلیسی از مواضع خود دفاع کردند. بدون حمایت مقام‌های ارشد، هیئت انگلیس نمی‌توانست اصولاً چنین موضعی را اتخاذ کند. ویلسون برای تسکین دادن به ژاپن قول داد که از ادعاهای ژاپنی‌ها در مورد دارایی‌های آلمان سابق در چین حمایت کند و گفت که این پاداش ژاپن برای پذیرفتن رد پیشنهاد است. 

## عواقب
وزیر امور خارجه ژاپن، اوچیدا کوسای در ژوئن ۱۹۱۹ اظهار داشت که هدف از این طرح خواستاری برابری نژادی همه مردم رنگین‌پوست نیست بلکه فقط برابری اعضای جامعه ملل است.
رسانه‌های ژاپنی به‌طور کامل پیشرفت این کنفرانس را پوشش دادند که منجر به بیگانگی افکار عمومی نسبت به آمریکا شد و بعدها منجر به درگیری‌های وسیع‌تری شد.
در ایالات‌متحده، شورش‌های نژادی تابستان قرمز ۱۹۱۹ ناشی از انفعال عمدی بود. حذف این بند به ویلسون اجازه داد تا دموکرات‌های جنوبی را در کنار خود نگه دارد.
برخی از مورخین معتقدند که رد این بند می‌تواند در زمره بسیاری از علل درگیری باشد که منجر به جنگ جهانی دوم شد. آن‌ها ثابت کردند که رد این بند یک عامل مهم در قطع هم‌کاری ژاپن با غرب و اخذ سیاست نظامی‌گری در این کشور بود. در سال ۱۹۲۳، اتحاد ژاپن و بریتانیا منقضی شد، که به تدریج منجر به ایجاد روابط حسنه با آلمان و ایتالیا شد.
بعد از اینکه نازی‌ها در آلمان به قدرت رسیدند، ژاپن تصمیم گرفت که پناهندگان یهودی را از چین (گتوی شانگهای)، منچوری و ژاپن بیرون نکند و از شعار سیاسی هاکو ایچیو (به‌طور لفظی به معنای همه جهان زیر یک سقف) دفاع کند.